# Host Broadcast Services

Logo

Host Broadcast Services kurz HBS ist eine Fernsehproduktionsfirma, die insbesondere bei der Übertragung von Fußball-Weltmeisterschaften international ein Millionenpublikum bedient.
Das Unternehmen wurde 1999 gegründet und ist eine Tochter der Schweizer Sportrechte-Agentur Infront. Seinen Sitz hat HBS dementsprechend in Zug in der Schweiz, verfügt jedoch über „planning headquarters“ in Boulogne bei Paris. Der Kern von HBS bestand bereits 1998 und war für die Produktion der Fußball-Weltmeisterschaft 1998 in Frankreich verantwortlich. Die damalige Kameraführung und insbesondere die Bildregie gelten international als wegweisend für Fußball-Übertragungen der folgenden Jahre. Seitdem ist die Betonung der emotionalen Aspekte gegenüber einer distanziert rationalen Betrachtungsweise stärker in den Vordergrund gerückt.
HBS hat seitdem die Fußball-Weltmeisterschaft 2002 in Japan und Südkorea produziert und war auch für die Fußball-Weltmeisterschaft 2006 in Deutschland verantwortlich. Grund ist, dass der Rechtehändler Leo Kirch ursprünglich die weltweiten TV-Rechte an den Weltmeisterschaften 2002 und 2006 erworben hatte. In diesem Zusammenhang hatte Kirch sich gleichzeitig ausbedungen, die Fernsehübertragung selbst zu produzieren. Nach der Insolvenz von KirchMedia gingen diese Rechte auf Infront über. Zudem produzierte HBS die Fußball-Weltmeisterschaft 2010 in Südafrika und die Fußball-Weltmeisterschaft 2014 in Brasilien. Auch für die Fußball-Weltmeisterschaft 2018 in Russland war HBS für die Produktion verantwortlich.

## Fußball-WM 2006 in Deutschland
Bei der Fußball-WM 2006 in Deutschland war HBS in jedem Stadion mit 25 HDTV-Kameras vertreten und entschied mit seiner Bildregie darüber, welche Ausschnitte weltweit gezeigt wurden. Das Unternehmen beschäftigte dafür sechs Regisseure, zwei deutsche, zwei französische sowie zwei englische. Produziert wurde im International Broadcast Centre. Die deutschen Fernsehsender Das Erste und ZDF besaßen neben den Übertragungsrechten für 48 der 64 Spiele auch das Recht, eigene Kameras in den Stadien zu betreiben. Sie hatten dabei die Erlaubnis, eigene Bilder in die Übertragung einzuflechten. Dieses Recht wurde während der Live-Übertragung im Wesentlichen dazu verwendet, nationale Prominenz abzubilden. Für das Spielgeschehen an sich verwendeten auch die öffentlich-rechtlichen Sender das Bildmaterial von HBS.
Volker Weicker, der 2002 als Regisseur für HBS arbeitete, im Interview mit der Süddeutschen Zeitung vom 17. Juni 2006 über die Bildregie:

„[…] Es gibt sicher ein Maßgabenpapier, das genau ausführt, was in welcher Spielsituation zu machen ist. Darin ist alles geregelt: wie viele Slowmotions kommen, welche zuerst kommt, wie viele Zeitlupenwiederholungen am Stück gesendet werden. In diesem Katalog steckt gewissermaßen der Geist des Auftraggebers. Die Frage, die man sich bei HBS stellt, lautet: Wie sieht ein Feed, ein Bildangebot, aus, das den Japaner, den Iraner, den Australier und den Brasilianer gleichermaßen begeistert? Es gibt international einfach unterschiedliche Standards, Fußball zu übertragen.[…] In England sitzen die Menschen ganz dicht an der Außenlinie. In Deutschland muss man für jeden Applaus einen Umschnitt machen, in England ist der Jubel immer mit im Bild. Vielleicht überlegt man sich als HBS-Regisseur auch, die leicht bekleideten brasilianischen Damen nicht so oft zu zeigen, um die moslemischen Zuschauer nicht zu verärgern. So ein Maßgabenpapier soll allen gerecht werden.[…]“

Nach der ersten WM-Woche wurden die von HBS ausgewählten Fernsehbilder von Zuschauern, Journalisten, aber auch innerhalb der TV-Sender kritisiert. ARD-Teamchef Heribert Fassbender und ZDF-Chefredakteur Nikolaus Brender bemängelten verspätete Zeitlupen und ein Übermaß an totalen Einstellungen.